# Neopagetopsis ionah
Neopagetopsis ionah är en fiskart som tillhör familjen isfiskar (Channichthyidae). Den är den enda arten i släktet Neopagetopsis och beskrevs av Orvar Nybelin 1947.

## Utseende och anatomi
Arten kan nå en längd på 56 centimeter. Vuxna fiskar är mörkt svartgröna till svarta på ryggen och sidorna. Unga fiskar kan ha oregelbundna mörka markeringar. Magen är vitaktig. Den första ryggfenan och den första bukfenan är svartaktiga, övriga fenor är dunkelt färgade eller svartaktiga. Som andra isfiskar har den inget hemoglobin i blodet och dess blod är färglöst.

## Utbredning och habitat
Neopagetopsis ionah förekommer i Antarktiska oceanen cirkumpolärt runt om Antarktis. Den lever bentopelagiskt (i öppet vatten nära botten) på kontinentalsockeln och kontinentalsluttningen på djup mellan 20 och 900 meter och temperaturer ned till -1,8 °C. Dess nordligaste rapporterade förekomster är Sydshetlandsöarna och Sydorkneyöarna.

## Ekologi
Som vuxen livnär sig denna isfisk huvudsakligen på krill, såsom antarktisk krill (Euphausia superba), men den kan också ta andra fiskar, såsom Dacodraco hunteri, Chaenodraco wilsoni, Pleuragramma antarcticum och Chionodraco sp. Unga exemplar livnär sig huvudsakligen på krill och de unga fiskarna fångas ofta tillsammans med antarktisk krill då ungfiskarna mäter mellan 10 och 15 centimeter. Fisken själv är dock inte av intresse för det kommersiella fisket.
Neopagetopsis ionah bygger kraterlika bon för sina ägg på leriga bottnar. Bona är cirka 15 centimeter djupa, runda och upp till 75 centimeter i diameter, och i mitten finns ett område gjort av små stenar, där äggen läggs. Ett bo kan innehålla mellan 1 500 och 2 500 ägg och vaktas ofta av en vuxen fisk. I februari 2021 upptäckte forskare från Alfred Wegenerinstitutet en stor koloni med bon av Neopagetopsis ionah i Weddellhavet. De uppskattade att kolonin täckte cirka 240 kvadratkilometer och innehöll cirka 60 miljoner fiskar, med i genomsnitt ett aktivt bo per tre kvadratmeter, men med en högre täthet på ett eller två aktiva bon per kvadratmeter på vissa platser.